# Juan Pablo Álvarez
Juan Pablo Álvarez (Tandil, 10 febbraio 1996) è un calciatore argentino, attaccante svincolato.

## Caratteristiche tecniche
È un centravanti.

## Carriera
Cresciuto nelle giovanili del Banfield, ha esordito il 10 settembre 2017 in occasione del match perso 3-1 contro il River Plate

## Statistiche

### Presenze e reti nei club
Statistiche aggiornate al 13 marzo 2018.
| Stagione        | Squadra         | Campionato      | Campionato | Campionato | Coppe nazionali | Coppe nazionali | Coppe nazionali | Coppe continentali | Coppe continentali | Coppe continentali | Altre coppe | Altre coppe | Altre coppe | Totale | Totale | Totale |
| Stagione        | Squadra         | Comp            | Pres       | Reti       | Comp            | Pres            | Reti            | Comp               | Pres               | Reti               | Comp        | Pres        | Reti        | Pres   | Reti   |        |
| --------------- | --------------- | --------------- | ---------- | ---------- | --------------- | --------------- | --------------- | ------------------ | ------------------ | ------------------ | ----------- | ----------- | ----------- | ------ | ------ | ------ |
| 2017-2018       | Banfield        | PD              | 17         | 1          | CA              | 2               | 0               | CL                 | 3                  | 0                  |             | -           | -           | 22     | 1      |        |
| Totale carriera | Totale carriera | Totale carriera | 17         | 1          |                 | 2               | 0               |                    | 3                  | 0                  |             | -           | -           | 22     | 1      |        |